# Paul McNulty
Paul McNulty là nhà chế tạo và phục dựng đàn piano của các thời kỳ lịch sử. Ông được New Grove mô tả là "nổi tiếng với các nhạc cụ có tiêu chuẩn cao". Rất nhiều những cây đàn đã được ông nghiên cứu và làm ra những bản sao: từ những cây đàn piano thời kỳ cổ điển, chẳng hạn như cây Silbermann phiên bản năm 1749, Stein năm 1788 và Walter năm 1922, đến các cây đàn thời kỳ lãng mạn như Graf năm 1819 và 1836, Pleyel năm 1830, Boisselot năm 1846 Boisselot và Streicher năm 1868. Các công trình của McNulty rất đa dạng, điều này đã giúp "tạo cơ hội cho các tác phẩm piano thế kỷ 19 được nhiều người biết đến và trở thành một phần trong những buổi biểu diễn nhạc cụ bàn phím"(New Grove).

## Cuộc đời
Paul McNulty sinh năm 1953 tại Houston, Texas. Năm 1976, ông học  guitar cổ điển và sau đó là sáo tại Nhạc viện Peabody. Năm 1978 ông bắt đầu học tại trường Công nghệ nhạc cụ bàn phím có dây New England dưới sự dẫn dắt của Bill Garlick. Tại kỳ thi tốt nghiệp, McNulty đã đạt được chứng chỉ cao nhất là  "tuning examiner" (chuyên gia điều chỉnh dây đàn). Ông từng tham dự cuộc hội thảo tại xưởng sản xuất Steinway ở New York và được tuyển dụng để làm việc ở đó với tư cách là một kỹ thuật viên, nhưng ông lại chọn bắt tay vào sự nghiệp chế tạo fortepiano và học việc cho Robert Smith ở Somerville, Massachusetts.
Năm 1986 John Gibbons mời McNulty đồng hành trong tour diễn châu Âu của mình với dàn nhạc giao hưởng thế kỷ XVIII Frans Bruggen. Gibbons đã biểu diễn bản hoà tấu piano K.491 và K.466 của Mozart. Cùng năm đó, McNulty chuyển đến Amsterdam. Sau đó ông lại chuyển đến Cộng hòa Séc để tìm kiếm loại gỗ tốt nhất. Kể từ năm 1995 McNulty sống và làm việc tại Divišov, một thị trấn nhỏ của Séc. Năm 2004, ông kết hôn với nghệ sĩ đàn fortepiano người Canada gốc Nga Viviana Sofronitsky.
Một trong những cây đàn fortepiano của McNulty đã được Học viện Âm nhạc Na Uy ở Oslo mua lại, sau 25 năm cây đàn vẫn hoạt động hoàn hảo. Nghệ sĩ dương cầm người Áo Paul Badura-Skoda, và Trevor Pinnock cũng  từng đặt ông làm một cây đàn fortepiano cho buổi hòa nhạc của mình tại Carnegie Hall. Vào tháng 9 năm 2018, bản sao cây đàn fortepiano Graf năm 1819, Pleyel năm 1830 và Boisselot năm 1826 do McNulty sản xuất đã được sử dụng trong Cuộc thi Chopin quốc tế đầu tiên trên các nhạc cụ thời xưa (do Viện Fryderyk Chopin tổ chức).

## McNulty
Hiện tại, McNulty sản xuất các cây đàn piano phù hợp để biểu diễn các tác phẩm các thời kỳ từ Carl Philipp Emanuel Bach, Mozart, Beethoven đến Chopin, Liszt và Brahms.
Năm 2009, McNulty đã chế tạo ra bản sao đương đại đầu tiên của một cây đàn piano Pháp,  Pleyel, thương hiệu yêu thích của Chopin. Năm 2011, theo yêu cầu của Klassik Stiftung Weimar, ông đã chế tạo ra bản sao một trong những cây đàn piano của Liszt, Boisselot op 2800. Vào năm 2015, McNulty đã mở rộng danh sách các công trình của mình với bản sao đương đại của cây đàn piano Streicher, hãng đàn piano yêu thích của Johannes Brahms. Năm 2020, Paul McNulty đã chế tạo bản sao cây đàn fortepiano Silbermann đầu tiên của mình. Cây đàn được ông làm cho nhà âm nhạc học Malcolm Bilson.
Kể từ năm 1985, McNulty đã sản xuất hơn 300 cây đàn piano cho khách hàng đến từ các quốc gia khác nhau như
Hoa Kỳ:
- Đại học Harvard
- Đại học Cornell
- Đại học Stanford
- Đại học Oberlin
- Malcolm Bilson
- Robert Levin
- Vladimir Feltsman

Anh:
- Kristian Bezuidenhout
- Wigmore Hall
- Lễ hội Opera Glyndebourne
- Học viện Âm nhạc Hoàng gia (London)
- Trường đại học Âm nhạc Hoàng gia (London)

Áo:
- Nikolaus Harnoncourt,
- Paul Badura-Skoda,
- Đại học Âm nhạc và nghệ thuật thành phố Viên
- Nhà hát Opera Viên Volksoper

Pháp:
- Opera National de Paris
- Học viện Âm nhạc Paris
- Katia & Marielle Labeque

Úc:
- Geoffrey Lancaster
- Đại học quốc gia Úc
- Trung tâm Recital Melbourne

Ba Lan:
- Học viện âm nhạc Chopin (Warsaw)

Đức:
- Tổ chức văn hoá Klassik Stiftung Weimar
- Đại học Âm nhạc, Kịch nghệ và Truyền thông Hanover

Thụy sĩ:
- Học viện âm nhạc Schola Cantorum Basiliensis

Hà Lan:
- Ronald Brautigam,
- Nhạc viện Amsterdam
- Nhạc viện Hoàng gia The Hague

Đan Mạch:
- Nhà hát Opera Hoàng gia Đan Mạch

Trung Quốc:
- Nhạc viện Trung tâm Bắc Kinh, v.v.[15]

## Danh sách các nhạc cụ
- Fortepiano, Silbermann 1749
- Fortepiano, Johann Andreas Stein ca. 1788
- Fortepianos, Anton Walter năm 1792 và Walter & Sohn ca.1805
- Fortepiano, J. Fritz 1812
- Fortepianos, Conrad Graf năm 1819, năm 1822 và 1836
- Fortepiano, Buchholtz 1826
- Fortepiano, Ignaz Pleyel 1830
- Fortepiano, Boisselot 1846
- Fortepiano, Streicher 1868

## Danh sách đĩa nhạc
- Ronald Brautigam. Ludwig van Beethoven. Complete works for solo piano. Vol.2. Trên các bản sao của cây đàn piano Graf, Walter và Stein. Label: BIS
- Kristian Bezuidenhout. Wolfgang Amadeus Mozart. Keyboard Music. Vol.2. Trên bản sao của đàn piano Walte. Label: Harmonia Mundi
- Viviana Sofronitsky & Warsaw Chamber Opera Orchestra on Period Instruments. Complete Mozart Piano Concertos (11 CD box). Trên bản sao của đàn piano Walter. Label: Etcetera
- Viviana Sofronitsky. Franz Schubert. Wanderer Fantasy, Impromptus opp. 90 & 142. Trên bản sao của đàn piano Graf 1819. Label: CAvi
- Neal Peres De Costa. Pastoral Fables. Works for cor anglais and pianos. Trên bản sao của đàn piano Streicher. Label: ABC Classics
- Nikolaus Harnoncourt, Rudolf Buchbinder. Wolfgang Amadeus Mozart. Piano concertos No. 23&25. Trên bản sao của đàn piano Walter. Label: Sony
- Paul Badura-Skoda with Musica Florea. Wolfgang Amadeus Mozart. Piano concertos K.271, K.414. Trên bản sao của đàn piano Walter. Label: Arcana
- Robert Levin with the Academy of Ancient Music, Christopher Hogwood. Wolfgang Amadeus Mozart. Piano Concertos K271 & K414.  Trên bản sao của đàn piano Walter. Label:  L'Oiseau-Lyre
- Krzysztof Książek. Fryderyk Chopin, Karol Kurpiński. Piano Concerto No.2 f-moll (solo version), Mazurkas, Ballade; Fugue & Coda B-dur. Trên bản sao của đàn piano Buchholtz. Label: NIFCCD
- Music video: Pawel Siwczak, Ludwig van Beethoven, Adagio sostenuto "Quasi una fantasia" from Sonata No. 14 in C-sharp Minor, Op. 27 No. 2 ("Moonlight Sonata").[16] Trên bản sao của đàn piano Walter. Label: Bach Club
- Viviana Sofronitsky, Sergei Istomin. Fryderyk Chopin. Complete works for cello and piano. Trên bản sao của đàn piano Pleyel 1830 và Graf 1819. Label: Passacaille